# Østkyst Hustlers
Østkyst Hustlers (tidligere Hustlerne) er en dansk rapgruppe, der blev dannet i 1993 af Nikolaj Peyk, Jazzy H og Bossy Bo, som følge af en radioføljeton i Børneradio. I 1995 lavede de Verdens længste rap, der blev en stor succes. De udgav herefter endnu et succesfuldt album, Fuld af løgn og vandt adskillige priser ved Danish Music Awards.
Peyk forlod gruppen i 1998 efter gruppens tredje album, Så hold dog kæft, der ikke levede op til forgængernes succes. De to resterende medlemmer udgav Get a Life Selv i 2003 under navnet Hustlerne. I 2005 udkom et opsamlingsalbum, samme år blev gruppen gendannet og tog herefter på turné i Danmark. De har bidraget med sporadiske kompositioner til film og andre album siden da. I 2020 udkom albummet Titusind timer, der er gruppens seneste, og første i 22 år med den fulde besætning.

## Historie

### 1993–1996: Opstart og gennembrud
Nikolaj Peyk havde været sangskriver og producer i MC Einar, Bossy Bo havde været en del af Flopstarz og Jazzy H var en kendt freestyle-rapper i den danske hiphop-undergrund. Deres samarbejde startede i 1993 med rap-radioføljetonen Bo han hadede ikke julen, men det var tæt på på P3's Børneradio i seks dele og sammenlagt 45 minutter. På dette tidspunkt havde gruppen ikke et egentligt navn. Introen blev speaket af Oliver Zahle. Børneradio ville udgive føljetonen på CD, men det var gruppen, der på dette tidspunkt ikke havde noget egentligt navn, ikke interesserede i, da de mente, at man skulle lave musikken til det medie som det skulle udgives på.
De forhandlede med Børneradio, og indvilligede i at skrive endnu en rap-radioføljeton, men den skulle være 80 minutter lang, for det var, hvad en CD kunne indeholde. projektet havde arbejdstitlen Østkyst Hustlers. Det endte med en 78 minutters lang fortælling om to hustlere fra København, der drager til Jylland for at forsøge at snyde sig til penge. Børneradio satte et klistermærke på CD'en med teksten "Verdens længste rap". Den blev uventet en stor succes, og da medierne begyndte at efterspørge både et navn på gruppen, og de tog bandnavnet Østkyst Hustlers, og kaldte albummet Verdens længste rap, som udkom i 1995. Allerede i januar 1996 havde det solgt 25.000 eksemplarer og var certificeret guld. Albummet solgte omkring 250.000 eksemplarer, og vandt prisen Årets Danske Rap/V Udgivelse ved Danish Music Awards i 1996.

### 1996–1998: Videre succes og Peyks exit
Gruppens andet album Fuld af Løgn udkom i 1996 med to af gruppens største hits "Hustlerstil" og "Han Får For Lidt". Det blev ligeledes en stor succes. Ved Danish Music Awards i 1997 modtog gruppen sammenlagt seks priser, heriblandt Årets Danske Rap Udgivelse og Årets Danske Gruppe. I februar 2016 modtog albummet syv-dobbelt platin for 140.000 solgte eksemplarer.
I 1997 spillede de på Roskilde Festival og på Grøn Koncert. Gruppens tredje album, Så Hold Dog Kæft, som udkom i 1998, fik mindre gode anmeldelser end forgængerne, og det solgte kun omkring 50.000 eksemplarer, hvilket var væsentligt under de tidligere udgivelser. På dette tidspunkt var gruppen allerede i gang med endnu et nyt album, men de lunkne anmeldelser fik Peyk til at trække sig fra gruppen, fordi han efter eget udsagn ikke havde nogen ideer og mente, at han "modarbejdede projektet". Peyk forlod gruppen herefter, og vendte først tilbage 12 år senere.

### 1999–2003: Hustlerne ogGet a Life Selv
Efter gruppen var gået fra en trio til en duo modtog gruppen prisen "Årets Danske Cover" og fik prisen for "Årets Danske Sangskriver" til Danish Music Awards 1999 for Peyks medvirke i gruppen.
Bossy Bo og Jazzy H brugte herefter to år på at skrive materialet til et nyt album færdigt. Pladeselskabet Sony havde det dog liggende i 3 år, før deres kontrakt udløb. Herefter udgav de Get a Life Selv i 2003 via det lille selskab ArtPeople under navnet Hustlerne, og altså ikke som Østkyst Hustlers. Albummet solgte kun 3.000 eksemplarer, bl.a. fordi det ikke blev distribueret til forhandlerne. Østkyst Hustlers' store hit "Han får for lidt" fra deres andet album var inkluderet på den danske rapkompilation Dansk Rap 1988-2003, som udkom i 2003.
Hustlerne blev inviteret til at spille til Smukfests 25 års jubilæumskoncert, hvor en lang række danske navne hver skulle repræsentere et år, hvor de havde været hovednavn på festivalen, og Østkyst Hustlers skulle repræsentere 1996 med sangen "Han får for lidt". Samme år medvirkede gruppen med en coverversion af sangen "Det rager mig en bønne" på albummet Værsgo 2, der var et hyldestalbum til Kim Larsens debutalbum Værsgo fra 1973.
Efter Get a Life Selv—pladen valgte Bossy Bo og Jazzy H at lægge Østkyst Hustlers-bandet på hylden for en tid og prøve nye udfordringer. Bossy Bo fortsatte sin musikalske karriere som producer og sangskriver, og han indledte et musikalsk samarbejde med Anders Matthesen. Jazzy H startede en køreskole i Albertslund.

### 2005–2009: Gendannelse ogHustlerstil
I 2005 blev opsamlingsalbummet Hustlerstil 1995-2005 udgivet, og det indeholdt bl.a. det nye nummer "Hun Stjæler Mit Hoved". 
I 2005 blev Østkyst Hustlers genforenet, da de blev hyret til at skrive og producere en sang til DR julekalenderen "Absalons Hemmelighed". Sangen kom til at hedde "To Skridt Bagud".
I forbindelse med gruppens 10 års jubilæum blev Østkyst Hustlers atter genforenet for første gang siden 2003, men denne gang uden Peyk som arbejdede på andre soloprojekter. Jazzy og Bossy valgte herefter at fejre genforeningen med en danmarks tourné. Østkyst Hustlers valgte på denne tourné at give koncerter på mere intime spillesteder end de hidtil havde gjort.
I 2008 indspillede Østkyst Hustlers sangen "Bare det var Mig" til DR's tv-serie Max.
I 2009 indspillede duo'en sangen "Fløjter Rundt" til Anders Matthesens film Sorte Kugler, der blev brugt i introen.

### 2010–2016: Turnéer
I 2010 medvirkede Jazzy H og Bossy Bo på sangen "Superstars" på Anders Matthesens andet rapalbum Villa Peakstate, der udkom i januar. Udover Matthesen selv medvirkede også MC Einar. Albummet fik dog ekstremt dårlige anmeldelser. 
I oktober 2010 var "Han får for lidt" genstand for et program i serien Landeplagen med Jacob Riising som vært, hvor nummeret historie og betydning blev gennemgået.
Gruppen tog i 2012 på turné rundt i Danmark, turnéen varede 2 år.
I 2012 optrådte gruppen for første gang på live tv siden 1998. De spillede sangen "Hustlerstil" i Natholdet i et afsnit med Cutfather som medvært, efter der var blevet vist et klip, hvor Anna Libak havde efterlyst Østkyst Hustlers i Smagsdommerne. Libak var til stede i studiet. Få dage efter denne optræden besluttede Peyk sig for endnu en gang at forlade Østkyst Hustlers, for at fokusere mere på sin egen karriere. Gruppen blev hermed endnu en gang reduceret fra en trio til en duo.
Bossy Bo og Jazzy H optrådte på Smukfest i 2013. I uge 24 i 2014 optrådte de på HCA-festival i Odense. I april 2015 gav de en række jubilæumskoncerter i anledning af 20-året for udgivelsen af Verdens længste rap. De optrådte bl.a. i Aftenshowet med en omskrevet udgave af Verdens længste rap, der dog kun varede knap 2 minutter.
Til Grøn Koncert i 2016 spillede Bossy Bo og Jazzy H otte koncerter sammen med Magtens Korridorer, hvor de bl.a. spillede et mashup-udgave af Østkyst Hustlers "Håbløs" og Magtens korridorers "Kom og Mærk" samt "Han Får For Lidt" og "Hestevise". Koncerterne blev en stor succes. Deres optræden i Kolding fik seks ud af seks stjerner i musikmagasinet GAFFA. Året efter gentog gruppen succesen med endnu en koncert sammen med Magtens Korridorer på Smukfest i 2016, hvor Ekstra Bladet gav fem ud af seks stjerner.

### 2017–nu: Nye udgivelser og yderligere turnéer
I august 2017 optrådte Østkyst Hustlers på Smukfest med nummeret "Han får for lidt" i en mashup-version med Queens "Under Pressure", som blev fremført af coverbandet Queen Machine. I et interview i Aftenshowet den 8. november dette år afslørede gruppen, at de ville udgive den første nye single i 20 år kaldet "Hey Tøsepige". Samtidig udgav de også B-siden, "Undskyld skat". Der var premiere på A-siden i programmet. I interviewet udtalte gruppen, at sangene var en del af en trilogi, og at man først skulle høre "Hey Tøsepige" om de midaldrende mænd, der stadig forsøgte at score unge kvinder, og herefter "Undskyld Skat" om bagsiden af medaljen. Desuden udtalte de, at der var et tredje nummer på vej, som hænger sammen med to første. De to sange blev offentliggjort på deres youtube-kanal den 15. december samme år.
I 2018 var Østkyst Hustlers rundt flere steder i Danmark. De optrådte bl.a. på Nordals Musikfestivals gårdscene. 
Den 12. september 2019 offentliggjorde Østkyst Hustlers, via en video på deres Facebookside, at gruppen var i gang med at indspille nye sange til deres kommende album Titusind Timer, der bliver gruppens første i 22 år. Albummet udkom d. 24. januar 2020, og er tilgængeligt på alle streamingtjenester og for første gang på vinyl. Den 19. september offentliggjorde gruppen en tourplan med koncerter i 2020 der skal støtte det nye album.
Grundet COVID-19-pandemien, var Østkyst Hustlers været nødsaget til at rykke alle deres tourdage til 2021. 
I 2023 modtog Jazzy H en pris for sit livslange virke indenfor dansk rapmusik.[kilde mangler]
I 2024 turnerede Østkyst Hustlers og spillede på flere festivaler i Danmark.

## Medlemmer
- Jazzy H (1993–2003, 2005–nu)
- Bossy Bo (1993–2003, 2005–nu)
- Nikolaj Peyk (1993–1998, 2005–nu)

Tidslinje

## Diskografi

### Studiealbums
- Verdens Længste Rap (1995)
- Fuld af Løgn (1996)
- Så Hold Dog Kæft (1998)
- Get a Life Selv (2003) - som Hustlerne
- Hey Tøsepige/Undskyld Skat (2017)
- Titusind Timer (2020)

## Priser
Gruppen har modtaget seks priser til Danish Music Awards og yderligere tre i forbindelse med deres udgivelser.
| År   | Modtager/nomineret arbejde                           | Pris                             | Resultat  |
| ---- | ---------------------------------------------------- | -------------------------------- | --------- |
| 1996 | Verdens længste rap                                  | Årets Danske Rap/Dance Udgivelse | Vundet    |
| 1997 | Østkyst Hustlers                                     | Årets Danske Gruppe              | Vundet    |
| 1997 | Fuld af løgn                                         | Årets danske album               | Nomineret |
| 1997 | Fuld af løgn                                         | Årets Danske Rap Udgivelse       | Vundet    |
| 1997 | Nikolaj Peyk                                         | Årets Danske Sangskriver         | Vundet    |
| 1997 | Tobias Rosenberg Jørgensen for Fuld af løgn          | Årets Danske Cover               | Vundet    |
| 1997 | Østkyst Hustlers                                     | Grøn Pris                        | Vundet    |
| 1997 | Østkyst Hustlers                                     | P3's Lytterpris                  | Vundet    |
| 1999 | Nikolaj Peyk                                         | Årets Danske Sangskriver         | Vundet    |
| 1999 | Så hold dog kæft                                     | Årets Danske Rap Udgivelse       | Nomineret |
| 1999 | Tobias Rosenberg Jørgensen/Grey for Så hold dog kæft | Årets Danske Cover               | Vundet    |

### Øvrige udgivelser
- Hustlerstil 1995-2005 (2005) - Opsamlingsalbum

### Andre bidrag og gæsteoptræden
- Dansk Rap 1988-2003 (2003) - "Han Får For Lidt"
- Værsgo 2 (2003, hydelstalbum til Kim Larsens Værsgo) - "Det rager mig en bønne"
- Absalons Hemmelighed (2007, soundtrack) - "To Skridt Bagud"
- Max (2008, soundtrack) - "Bare det var Mig"
- Sorte Kugler (2009, soundtrack) - "Fløjter Rundt"
- Villa Peakstate (2010, Anders Matthesen) - "Superstars"